# Morti nel 1968/Gennaio
| Questa pagina contiene informazioni ricavate automaticamente dalle voci biografiche con l'ausilio del template Bio e di un bot. L'aggiornamento è periodico e automatico e ricostruisce completamente la pagina. Se manca una persona in questa lista, sei pregato di non aggiungerla, ma accertati piuttosto che la sua voce biografica contenga il template Bio e che i dati anagrafici siano correttamente compilati. Se il template Bio manca, inseriscilo tu stesso o, in alternativa, metti l'avviso {{tmp\|Bio}} che ne segnala la mancanza. Se i dati riportati sono sbagliati, correggi direttamente la voce biografica; le modifiche saranno visibili in questa lista entro pochi giorni. Per chiarimenti vedi il progetto biografie. La lista contiene solo le 100 persone che sono citate nell'enciclopedia e per le quali è stato implementato correttamente il template Bio. Pagina aggiornata al 3 mar 2024. |

- 1º gennaio - Herschel Baltimore, cestista statunitense (n. 1921)
- 1º gennaio - Ileana Leonidoff, danzatrice, coreografa e attrice russa (n. 1893)
- 1º gennaio - Ugo Morin, matematico e antifascista italiano (n. 1901)
- 2 gennaio - Edmondo Del Bufalo, ingegnere e politico italiano (n. 1883)
- 2 gennaio - Cuno Hoffmeister, astronomo tedesco (n. 1892)
- 2 gennaio - Nikolai Stepulov, pugile estone (n. 1913)
- 3 gennaio - František Bolček, calciatore slovacco (n. 1920)
- 3 gennaio - Vojtěch Kastl, calciatore cecoslovacco (n. 1908)
- 3 gennaio - Vincenzo Lombard, generale e politico italiano (n. 1883)
- 4 gennaio - Bouke Benenga, nuotatore e pallanuotista olandese (n. 1888)
- 4 gennaio - Armando Castellazzi, allenatore di calcio e calciatore italiano (n. 1904)
- 4 gennaio - Jimmy McCormick, allenatore di calcio e calciatore britannico (n. 1912)
- 4 gennaio - Joseph Pholien, politico belga (n. 1884)
- 5 gennaio - Jean Murat, attore francese (n. 1888)
- 6 gennaio - Vasyl' Dmytrovyč Jermylov, pittore ucraino (n. 1894)
- 6 gennaio - Karl Kobelt, politico svizzero (n. 1891)
- 6 gennaio - Thomas Loudon, canottiere canadese (n. 1883)
- 6 gennaio - Mario Roatta, generale e agente segreto italiano (n. 1887)
- 6 gennaio - Aldo Spivach, calciatore italiano (n. 1909)
- 7 gennaio - James Leonard Brierley Smith, ittiologo sudafricano (n. 1897)
- 7 gennaio - Gordon Fuller, allenatore di pallacanestro canadese (n. 1894)
- 7 gennaio - Ephraim Longworth, calciatore e allenatore di calcio inglese (n. 1887)
- 7 gennaio - Gholam Reza Takhti, lottatore iraniano (n. 1930)
- 8 gennaio - Robert Bice, attore statunitense (n. 1914)
- 8 gennaio - Richard Cleire, missionario e vescovo cattolico belga (n. 1900)
- 8 gennaio - Ctibor Malý, calciatore boemo (n. 1885)
- 8 gennaio - Albert Massard, calciatore lussemburghese (n. 1900)
- 8 gennaio - Piero Pastore, calciatore, allenatore di calcio e attore cinematografico italiano (n. 1903)
- 8 gennaio - Edgar Vuithier, calciatore svizzero (n. 1894)
- 9 gennaio - Louis Aubert, musicista, compositore e critico musicale francese (n. 1877)
- 9 gennaio - Gino Sciardis, ciclista su strada italiano (n. 1917)
- 9 gennaio - Kōkichi Tsuburaya, maratoneta e mezzofondista giapponese (n. 1940)
- 10 gennaio - Ali Fuat Cebesoy, generale e politico turco (n. 1882)
- 10 gennaio - Theophilus Ebenhaezer Dönges, politico sudafricano (n. 1898)
- 10 gennaio - Nell Hall Hopman, tennista australiana (n. 1909)
- 11 gennaio - Rezső Seress, pianista e compositore ungherese (n. 1889)
- 11 gennaio - Mariano Stabile, baritono italiano (n. 1888)
- 12 gennaio - Josef Hofbauer, calciatore austriaco (n. 1901)
- 12 gennaio - Aleksandr Viktorovič Ivanovskij, regista cinematografico russo (n. 1891)
- 13 gennaio - Giuseppe Barbolini, partigiano italiano (n. 1914)
- 13 gennaio - Giovanni Frassoldati, calciatore italiano (n. 1902)
- 13 gennaio - Adalberto Garelli, ingegnere e imprenditore italiano (n. 1886)
- 14 gennaio - Henry Lewis, insegnante e linguista britannico (n. 1889)
- 14 gennaio - Dorothea Mackellar, poetessa e scrittrice australiana (n. 1885)
- 14 gennaio - Ugo Novelli, basso italiano (n. 1912)
- 15 gennaio - Alberto Denti di Pirajno, medico, funzionario e scrittore italiano (n. 1886)
- 15 gennaio - Filippo Gagliardi, imprenditore e filantropo italiano (n. 1912)
- 15 gennaio - Leopold Infeld, fisico polacco (n. 1898)
- 15 gennaio - Bill Masterton, hockeista su ghiaccio canadese (n. 1938)
- 15 gennaio - Hein ter Poorten, generale olandese (n. 1887)
- 16 gennaio - John Davidson, attore statunitense (n. 1886)
- 16 gennaio - Panagiōtīs Poulitsas, politico e archeologo greco (n. 1881)
- 17 gennaio - Julius Deutsch, politico e pubblicista austriaco (n. 1884)
- 17 gennaio - Jennie Fletcher, nuotatrice britannica (n. 1890)
- 17 gennaio - Vittorio Lugli, scrittore, giornalista e critico letterario italiano (n. 1885)
- 17 gennaio - Ernest Moreau de Melen, calciatore belga (n. 1879)
- 17 gennaio - Giuseppe Tarella, calciatore e velocista italiano (n. 1883)
- 18 gennaio - Gribouille, cantante francese (n. 1941)
- 19 gennaio - Gaetano Arturo Crocco, ufficiale e ingegnere aeronautico italiano (n. 1877)
- 19 gennaio - Ray Harroun, pilota automobilistico statunitense (n. 1879)
- 21 gennaio - Alfredo Cucco, politico e medico italiano (n. 1893)
- 21 gennaio - Frances Dade, attrice statunitense (n. 1910)
- 21 gennaio - Marie-Claire Daveluy, bibliotecaria, storica e scrittrice canadese (n. 1880)
- 21 gennaio - Marcello Gallian, scrittore, giornalista e drammaturgo italiano (n. 1902)
- 21 gennaio - Jacob Gundersen, lottatore norvegese (n. 1875)
- 22 gennaio - Aleksandr Erminingel'dovič Arbuzov, chimico russo (n. 1877)
- 22 gennaio - Neil Cohalan, allenatore di pallacanestro statunitense (n. 1906)
- 22 gennaio - Friedrich Peter Drömmer, pittore e designer tedesco (n. 1889)
- 22 gennaio - Duke Kahanamoku, nuotatore, surfista e attore statunitense (n. 1890)
- 23 gennaio - Ferdinando Flora, astronomo e storico della scienza italiano (n. 1902)
- 23 gennaio - Wouter Lutkie, presbitero e politico olandese (n. 1887)
- 23 gennaio - Heinrich Vogt, astronomo tedesco (n. 1890)
- 24 gennaio - Tullio Bonadeo, calciatore e pallanuotista italiano (n. 1905)
- 24 gennaio - Ernesto Lapadula, architetto e urbanista italiano (n. 1902)
- 24 gennaio - Alf Wigert, hockeista su ghiaccio svedese (n. 1895)
- 25 gennaio - Nicolò Cannella, carabiniere italiano (n. 1947)
- 25 gennaio - Aldo Gobbi, calciatore italiano (n. 1903)
- 25 gennaio - Sherwood MacDonald, regista, sceneggiatore e produttore cinematografico statunitense (n. 1880)
- 25 gennaio - Virginia Maskell, attrice britannica (n. 1936)
- 26 gennaio - Monsieur Chouchani, rabbino e filosofo francese (n. 1895)
- 26 gennaio - Miguel Ligero Rodríguez, attore spagnolo (n. 1890)
- 26 gennaio - Enrico Mazzolani, scultore italiano (n. 1876)
- 26 gennaio - Paul Pascal, chimico francese (n. 1880)
- 27 gennaio - Sándor Gombos, schermidore ungherese (n. 1895)
- 27 gennaio - Hermanis Saltups, calciatore lettone (n. 1901)
- 27 gennaio - Don Short, direttore della fotografia statunitense (n. 1895)
- 28 gennaio - Adolf Fleischmann, pittore tedesco (n. 1892)
- 28 gennaio - Otto Reislant, calciatore tedesco (n. 1883)
- 28 gennaio - Erminio Sipari, naturalista, ambientalista e politico italiano (n. 1879)
- 28 gennaio - Carlotta Zambelli, ballerina italiana (n. 1875)
- 29 gennaio - Ignazio Gabriele I Tappouni, cardinale e patriarca cattolico iracheno (n. 1879)
- 29 gennaio - Mario Carlesi, scultore italiano (n. 1890)
- 29 gennaio - Nicola Cassese, allenatore di calcio e calciatore italiano (n. 1900)
- 29 gennaio - Tsuguharu Foujita, pittore giapponese (n. 1886)
- 29 gennaio - Donald deAvila Jackson, psichiatra statunitense (n. 1920)
- 29 gennaio - Hermann Niebuhr, allenatore di pallacanestro e dirigente sportivo tedesco (n. 1904)
- 30 gennaio - Angelo Di Rocco, politico italiano (n. 1896)
- 30 gennaio - Diana MacGill, attrice e cantante italiana (n. 1899)
- 30 gennaio - Hugo Murero, allenatore di pallacanestro tedesco (n. 1906)
- 31 gennaio - Francis Hyland, vescovo cattolico statunitense (n. 1901)